# Travis Logie
Pour les articles homonymes, voir Logie.
Travis Logie est un surfeur professionnel sud-africain né le 11 mai 1979 à Durban, en Afrique du Sud.

## Palmarès
- 2009 Mister Pro, Newcastle, Australie (WQS 2 étoiles)